# هانینت
هانی نت(به انگلیسی: Honeynet) یکی از هانی پات‌های پر واکنش می‌باشد. آنها یک محصول یا یک راه حل نرم‌افزاری که بتوان روی یک کامپیوتر نصب شوند نیستند، هانی نت‌ها در واقع یک معماری می‌باشند یک شبکهٔ بی عیب از کامپیوترهایی هستند که طراحی شده‌اند برای حملاتی که روی آنها انجام می‌گیرد.
طبق این نظریه ما باید یک معماری داشته باشیم که کنترل بالایی را روی شبکه ایجاد کند تا تمامی ارتباطات با شبکه را بتوان زیر نظر گرفت و بیشتر برای مقاصد پژوهشی طراحی شده‌اند.

## ویژگیهای هانی نت ها
- علاوه بر ارزش آن در کشف و فریب دادن مهاجمان، ارزش دیگر آن در کسب اطلاعات از تهدیدات می‌باشد.
- یک شبکهٔ واقعی استاندارد است و سیستم‌ها در پشت تعدادی از تجهیزات کنترل دسترسی و مانیتور فعالیتها قرار گرفته‌اند.
- دیوارهٔ آتشی است که تمام ارتباطات ورودی/ خروجی را ثبت نموده و سرویس‌ها ی NAT و DOS را حفاظت می‌کند.
- مانند یک سیستم IDS عمل می‌کند.
- یک کامپیوتر remote syslog می‌باشد.

## خطرات
بزرگترین خطر در هانی نت‌ها این است که مهاجم کنترل کامل سیستم عامل را بدست گیرد و چون هیچ گونه محدودیتی وجود ندارد، قادر به انجام هر کاری بر روی سیستم باشند، به کامپایل کدها بپردازند، با دیگر هکرها ارتباط حاصل کند و به توزیع ابزاز بپردازد.
تنها چیزی که باعث توقف عملیات مهاجمان می‌شود، تجهیزات کنترل دسترسی خارج از آن می‌باشد. مسئلهٔ دیگر همان پیچیدگی پیکر بندی و  نگهداری است.

## ساختار
ساختار هانی نت بدین صورت است که واحد Honeynet Gateway قسمت هانی نت را از قسمت‌ها اصلی شبکه  ایزوله نموده و به مهاجم این امکان را می‌دهد تا با شکستن این واحد، وارد هانی نت شده و با آن واکنش پیدا کند و از دسترسی به قسمت‌های اصلی شبکه دور بماند.